# Pounamococcus cuneatus
Pounamococcus cuneatus är en insektsart som beskrevs av Henderson och Hodgson in Hodgson 1998. Pounamococcus cuneatus ingår i släktet Pounamococcus och familjen skålsköldlöss. Inga underarter finns listade i Catalogue of Life.